# 克里熱夫齊市鎮
克里熱夫齊市鎮是斯洛文尼亞東北部的市镇，行政中心為柳托梅爾附近克里熱夫齊。市镇面積为46.2平方公里，2002年人口3663。人口密度約79人/km2。

## 外部連結
- 官方网站  （斯洛文尼亚文）
- Križevci on Geopedia （页面存档备份，存于）